# Ґлаубич (герб)
Ґлаубич (інша назва - Короп; пол. Glaubicz, Carpio, Glajbicz, Glaubitz, Glubos, Gluboz, Gloubus, Glawbz, Karp) – шляхетський герб силезького чи німецького походження.

## Опис герба
У синьому полі золота риба, у клейноді п'ять страусиних пір'їн.

## Історія
Герб німецького походження вперше знайдений на печатці від 1326 року, в записі — від 1451 року.

## Роди
Bracławski, Garwoliński, Glaubicz, Glaubsowicz, Głowbicz, Goniewski, Gostkowski, Menstwiłł, Mudrejko, Okuniewski, Pianocki, Pianowski, Płonczyk, Płonczyński, Przecławski, Przełaski, Przeborowski, Przuławski, Przybiński, Rokassowski, Rokosowski, Rokossowski, Rokoszowski, Rokoszewski, Sabinek, Sabinka, Sabiński, Sawin, Wyszegrodzki.

## Вплив на територіальну геральдику

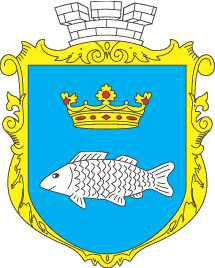
Герб Коропа

На герб Ґлаубич схожий герб міста Короп Чернігівської області. В часи козацтва міський герб мав шолом, корону і клейнод як на шляхетському гербі.